# Křez zední
Křez zední (Diplotaxis muralis) je žlutě kvetoucí, téměř celosvětově rozšířena planě rostoucí rostlina hodnocená mnohdy jako plevel. Je jedním ze dvou druhů rodu křez který v České republice vyrůstá.

## Výskyt
Druh byl původně rozšířen v oblastech jižní Evropy okolo Středozemního moře a ve Střední Evropě, postupně se dostal i do severní a východní Evropy. Následně byl zavlečen až do Číny a Indie, do severozápadní a jižní Afriky, Severní, Střední i Jižní Ameriky, Austrálie i na Nový Zéland.
Roste na suchých, písčito hlinitých, zásaditých půdách. V Česku osídluje hlavně pole s ozimy a okopaninami, úhory, vinice, rumoviště, skládky suchého odpadu i rozpadající se zdi (viz druhové jméno). Roste často na železničních a silničních náspech, na nová území je zavlékán železniční i automobilovou dopravou. Nejvíce vyrůstá v teplejším planárním stupni, v chladnějším kolinním je vzácnější. V Čechách se vyskytuje nejvíce v Polabí, v okolí Teplic, Žatce a Prahy, na Moravě v teplejších jižních oblastech.

## Popis
Jednoletá nebo dvouletá, zřídka krátce vytrvalá rostlina s rozvětvenou lodyhou dorůstající do výše 15 až 60 cm, která je velmi spoře porostlá listy a ve spodní části je řídce chlupatá. Listy vyrůstají převážně v přízemní růžici, jsou dlouze řapíkaté (až 3 cm) a jejich čepele (dlouhé 5 až 10 a široké 1 až 2 cm) bývají v obryse podlouhlé nebo obvejčité, lyrovitě peřenolaločné či peřenodílné, u báze zúžené, lysé nebo řídce štětinatě pýřité. Máločetné, ve spodní části lodyhy jen někdy vyrůstající listy jsou podlouhlé, klínovitě zúžené do řapíku, lyrovitě peřenoklané, koncový úkrojek je největší. Listy po rozemnutí zapáchají, obsahují hodně glukosinolátů.
Lodyhy jsou zakončeny hroznem o počtu 10 až 25 vonných oboupohlavných květů na stopkách dlouhých 5 až 10 mm. Pootevřený až skoro uzavřený kalich má čtyři lístky, okolo 4 mm dlouhých a 1,5 mm širokých, které jsou bíle lemované a na vrcholech porostlé chlupy. Korunu tvoří čtyři obvejčité lístky, dlouhé až 8 mm a široké téměř 3 mm které jsou citrónově žluté a při odkvětu mění barvu na červenohnědou. Šest nestejně dlouhých tyčinek (3,5 až 6 mm) nese prašníky asi 1,5 mm velké. Tlustá čnělka je zakončena dvoulaločnou bliznou. Rostlina začíná kvést koncem dubna a plody dozrávají v srpnu. Tento hemikryptofyt jehož ploidie je 2n = 42 je považován alotetraploid vzniklý hybridizaci druhů Diplotaxis tenuifolia (2n = 22) a Diplotaxis viminea (2n = 20).
Plodem jsou na stopkách, 1 až 2 cm dlouhých, vyrůstající odstávající šešule. Jsou úzce válcovité, 2,5 až 4,5 cm dlouhé a 2 mm široké, na konci mají zoban a obsahují 45 až 60 semen. V každém oddílu ve dvou řadách dozrávají elipsoidní, světle hnědá, (někdy oranžová či šedá) na povrchu převážně hladká semena dlouhá okolo 1 mm, za vlhka slizovatí.

## Rozmnožování
Rostlina se rozmnožuje výhradně semeny která klíčí velmi nepravidelně a klíčivost si udržují po mnoho let. Někdy vyklíčí již na jaře, v létě vykvete a utvoří semena. Pokud vyklíčí později, až na podzim, přezimuje ve stadiu přízemní listové růžice a kvete příštím rokem brzy z jara, stejně jako rostliny vytrvávající druhým nebo třetím rokem.

## Škodlivost
V teplých oblastech, když hromadně vyklíčí na podzim v ozimech nebo vytrvalých pícninách, utlačuje užitkové rostliny, zastiňuje a odebírá živiny a vláhu. V současnosti díky chemickým postřikům a dobré přípravě půdy (orba a vláčení) je v České republice plevelem se zanedbatelným škodlivým vlivem.

## Ohrožení
Tato v minulosti hojně rozšířená rostlina je nyní v ČR na ústupu, její počty se postupně snižují. Je proto Červeným seznamem cévnatých rostlin České republiky z roku 2012 považována za druh téměř ohrožený který nutno dále sledovat (C4a).

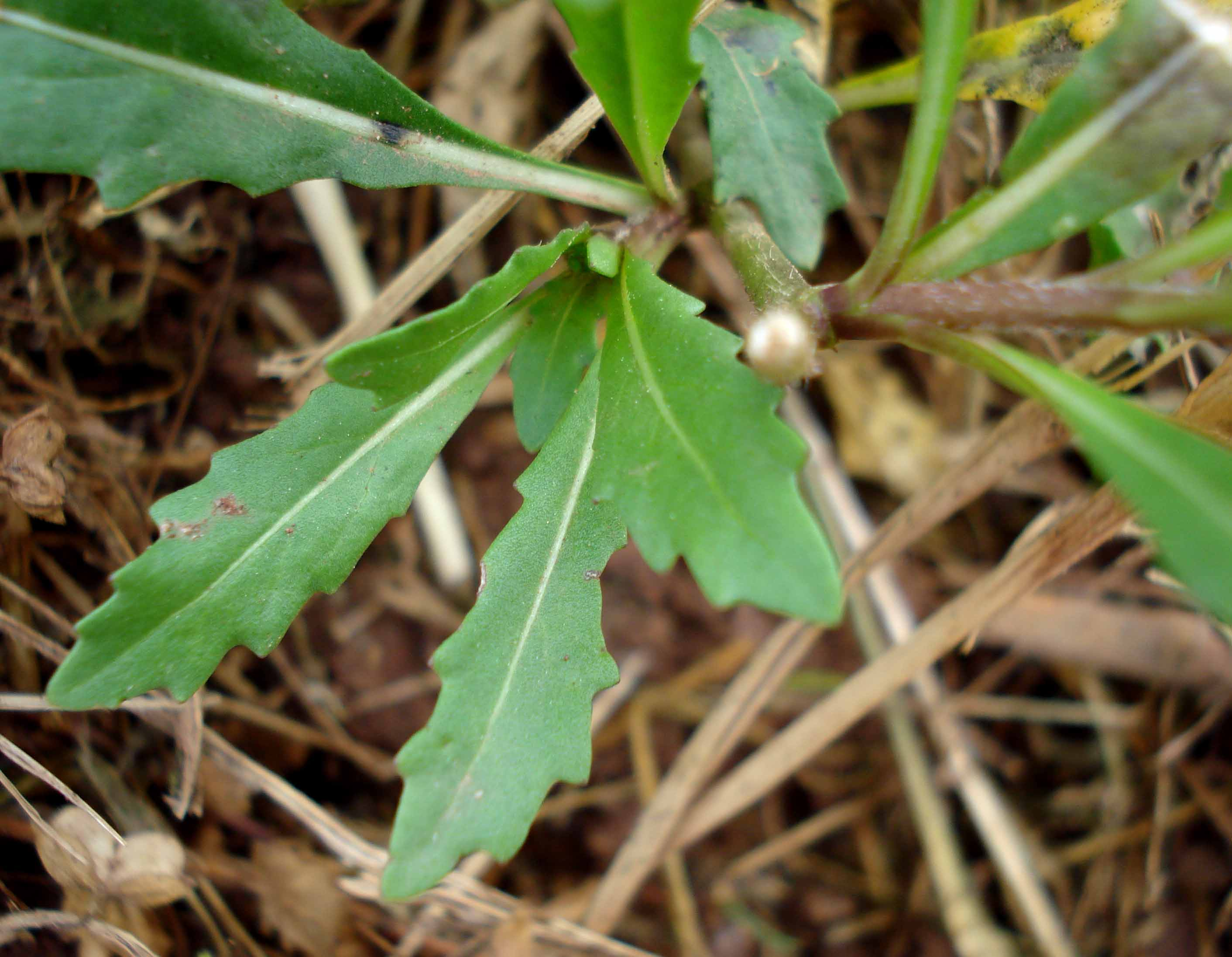
Přízemní listy
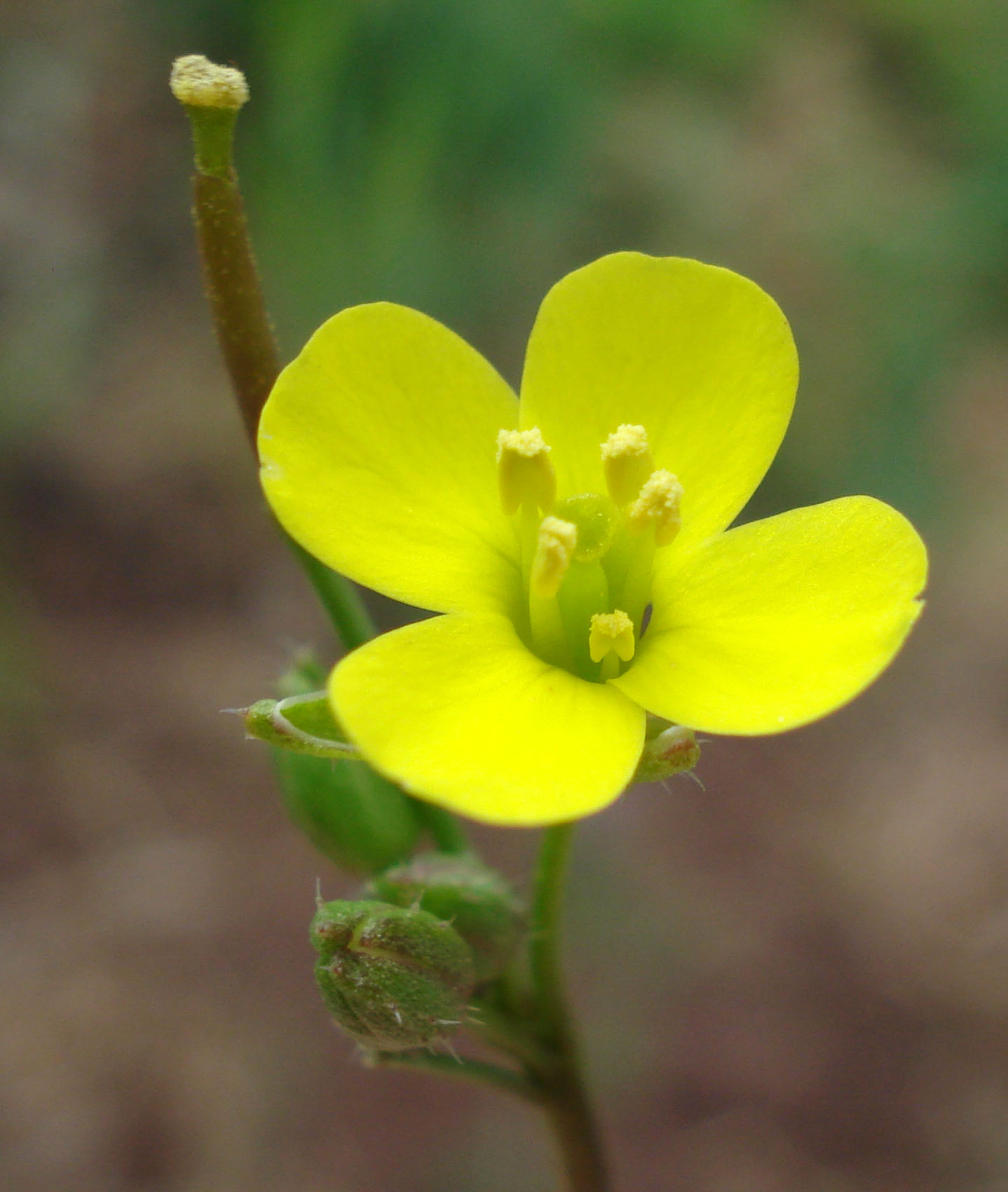
Květ zblízka
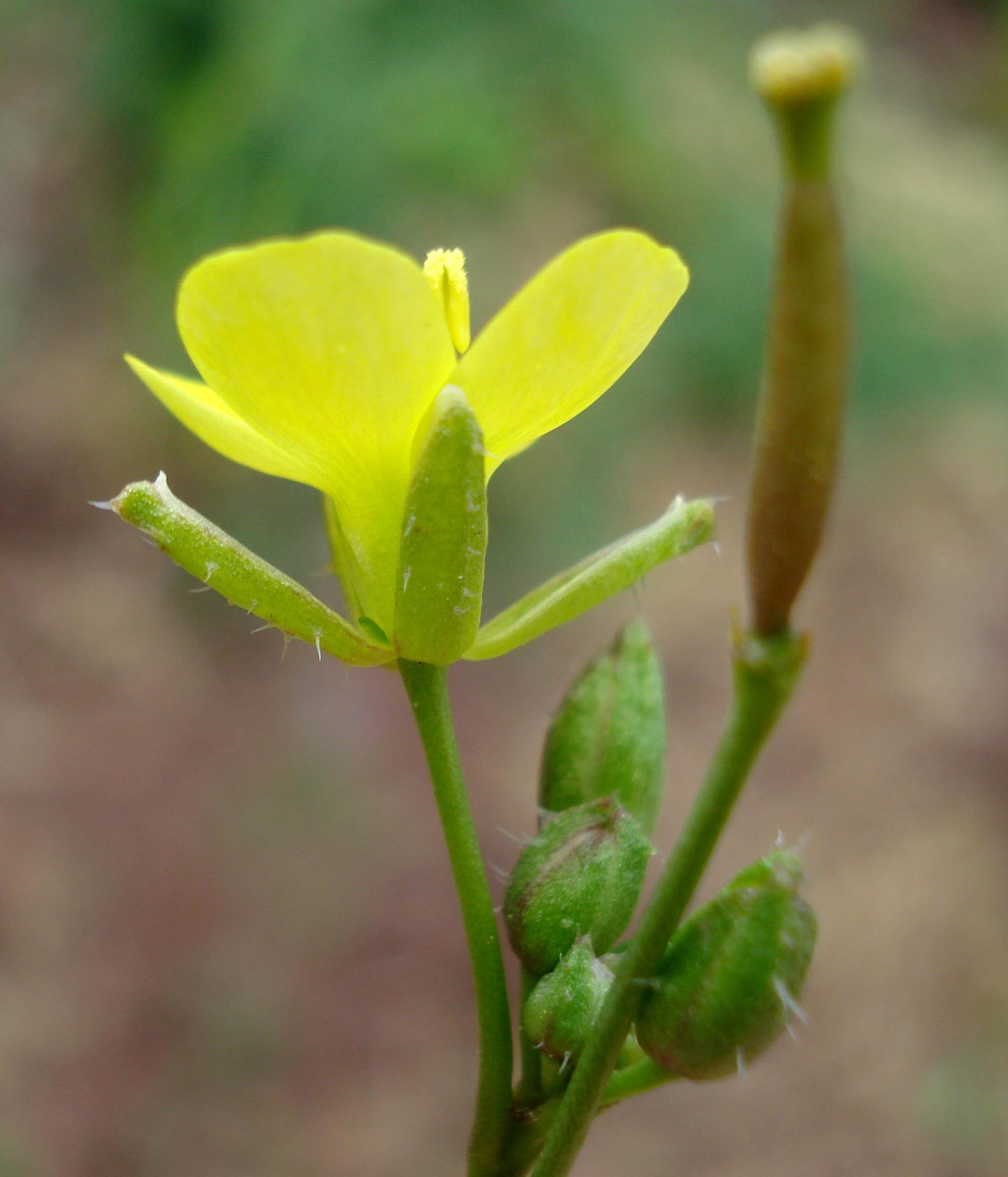
Květ, pupeny a plod